# دانا تودوروفيتش
دانا تودوروفيتش (بالصربية: Дана Тодоровић)‏ هي كاتِبة وممثلة صربية، ولدت في 2 أكتوبر 1977 في بلغراد في صربيا.

## وصلات خارجية
- دانا تودوروفيتش على موقع IMDb (الإنجليزية)
- دانا تودوروفيتش على موقع أول موفي (الإنجليزية)
- دانا تودوروفيتش على موقع قاعدة بيانات الفيلم (الإنجليزية)
- دانا تودوروفيتش على موقع كينوبويسك (الروسية)